# Chi ha sparato al signor Burns?
Chi ha sparato al signor Burns? (Who Shot Mr. Burns?) è un episodio in due parti della serie animata I Simpson. La prima puntata costituisce il finale della sesta stagione ed è andata in onda per la prima volta il 21 maggio 1995 negli Stati Uniti sul canale televisivo Fox, e in Italia su Canale 5 il 23 marzo 1996, mentre la seconda puntata è il primo episodio della settima ed è stata trasmessa originariamente il 17 settembre 1995 negli Stati Uniti, e il 30 marzo 1996 in Italia.
Il doppio episodio è incentrato sul personaggio di Montgomery Burns, ricco magnate e proprietario della centrale nucleare di Springfield. Dopo aver sottratto alla città un giacimento di petrolio e oscurato il sole su Springfield, Burns viene ferito con arma da fuoco da mano ignota. Nel corso delle indagini condotte dalla polizia, i maggiori sospettati si riveleranno essere Waylon Smithers e Homer Simpson.
Entrambe le puntate furono scritte da Bill Oakley e Josh Weinstein; la prima parte fu diretta da Jeffrey Lynch, mentre la seconda da Wes Archer. Il musicista Tito Puente appare come guest star nel ruolo di se stesso.
Chi ha sparato al signor Burns? fu concepito dal creatore della serie Matt Groening e lo staff degli scrittori decise di trasformarla in un giallo deduttivo in due parti. La prima parte contiene diversi indizi sull'identità del colpevole in quanto i realizzatori volevano che gli spettatori più attenti potessero trovare la soluzione. Nei mesi successivi alla messa in onda della prima parte, che termina con un cliffhanger, si scatenò una vera frenesia tra gli appassionati e non, tanto che giornali e televisioni parlarono dell'evento come il mistero del decennio. Il titolo dell'episodio e l'idea di base costituisce una parodia della puntata Chi ha sparato a J.R.? della serie televisiva Dallas. L'episodio è riconosciuto per essere l'unico in cui il Signor Burns dimostra il lato più infame della sua persona.

## Trama

### Prima parte
Sotterrando il cadavere di Super Fusto, il topino della quarta elementare, il giardiniere Willie scopre un pozzo di petrolio sotto la scuola elementare. Con i soldi che deriveranno dalla vendita del petrolio, il Preside Skinner e il Sovrintendente Chalmers approvano diverse richieste fatte da insegnanti e alunni, tra cui quella di Lisa di dedicare più spazio alla musica, introducendo come insegnante Tito Puente. Intanto, al lavoro, Homer è demotivato dal fatto che il Signor Burns non ricordi mai il suo nome, nonostante egli lavori alla centrale da più di dieci anni. Lo stesso Burns ha messo gli occhi sul petrolio della scuola e riesce a impossessarsene intercettando il pozzo con una trivellazione sotterranea. La scuola perde così tutti i soldi e Skinner è costretto ad eliminare il corso di musica e a licenziare Willie, che se ne va minacciando Burns e Waylon Smithers di morte.
Nel frattempo, la forte trivellazione causa ingenti danni alla città: la casa di riposo crolla e Nonno Simpson è costretto a trasferirsi dal figlio; la casetta sull'albero di Bart viene distrutta e il Piccolo aiutante di Babbo Natale subisce diverse fratture; il bar di Boe viene chiuso a causa di una fuoriuscita di gas, lasciando senza un lavoro Boe e senza una fissa dimora Barney. Tuttavia Burns, non contento dei ricavi ottenuti con il petrolio, decide di attuare un piano per incrementare maggiormente i guadagni: oscurare il Sole in modo che l'elettricità rimanga l'unica fonte di luce e calore. Smithers cerca di impedirglielo e perciò viene licenziato, cadendo in un forte stato di depressione. Homer, dopo vani tentativi di far conoscere a Burns il suo nome, decide di recarsi di nascosto nel suo ufficio scrivendolo sulla parete; Burns lo sorprende e quando gli chiede chi è, Homer impazzisce strattonando il capo e urlandogli il suo nome, senza che però Burns riesca a capire ciò che Homer gli dice. Quest'ultimo viene immediatamente buttato fuori dalle forze armate del miliardario e giura di ucciderlo per vendetta.
A casa, Bart nota che il nonno possiede una pistola, ma Marge la sequestra e la nasconde in giardino. Intanto, in comune viene indetta un'assemblea cittadina per impedire a Burns di oscurare Springfield; la maggior parte dei cittadini si presenta all'assemblea con un'arma in mano. Ma quando Burns arriva, nessuno ha il coraggio di sparargli e così egli attiva l'enorme scudo che condanna la città al buio eterno.
I cittadini si disperdono, mentre Burns inizia a saltellare per la gioia. All'improvviso si sente uno sparo e poco dopo Burns si accascia sulla meridiana del municipio, gravemente ferito e privo di coscienza mentre indica con le mani le lettere W (ovest) e S (sud). Gli abitanti si avvicinano all'uomo per capire cosa sia successo e chi possa avergli sparato. Potrebbe essere stato chiunque, dato che tutti in città avrebbero avuto un buon motivo per ucciderlo. Tocca a Clancy Winchester e ai suoi uomini risolvere il caso.

### Seconda parte
Mentre Burns viene ricoverato in ospedale ed entra in coma, il commissario Winchester, accompagnato dai fedeli Eddie e Lou, inizia le indagini. I massimi sospetti sono su Smithers, scomparso improvvisamente dopo la riunione, che aveva il movente più valido, essendo il lavoro il suo scopo di vita. Proprio Smithers confessa che, dopo la riunione, ubriaco, si era imbattuto in uno strano individuo e gli aveva sparato. Il caso sembra già chiuso, ma Telespalla Mel fa notare che Smithers non può essere il colpevole poiché dopo il suo arresto aveva fatto la stessa battuta apparsa nel programma Scusate le mie frecciate, trasmesso alle 15:00, ora del crimine. Smithers viene rilasciato, e si scopre che in realtà aveva sparato alla gamba di legno di Jasper. Homer e altri cittadini riescono nel frattempo ad abbattere lo scudo che li teneva nel buio perenne, facendolo schiantare sulla vicina Shelbyville.
Lisa decide di aiutare il commissario stilando una lista dei maggiori sospettati, ovvero Willie, Skinner, Boe, Barney e Tito Puente, ma dopo averli interrogati ciascuno di essi risulta innocente. La polizia sembra brancolare nel buio, finché Winchester non ha un sogno rivelatore, in cui Lisa gli consiglia di analizzare gli abiti di Burns. Sulla giacca viene trovato un ciglio con il DNA Simpson. Nello stesso momento, Burns esce dal coma e inizia a ripetere il nome di Homer Simpson. La polizia fa irruzione in casa Simpson, vengono rilevate le impronte digitali di Homer e viene trovata la pistola che ha colpito Burns nella sua macchina. Homer viene arrestato e fatto salire su un furgone per essere portato in carcere. Durante il tragitto il commissario decide di fermarsi al drive-in del Krusty Burger, ma poiché il furgone non passa sotto il tettuccio, esso si ribalta permettendo a Homer di fuggire. Smithers mette una taglia sulla cattura di Homer, che nel frattempo si è recato all'ospedale dove è ricoverato Burns.
Homer, travestitosi da medico, entra nella camera di Burns e inizia a minacciarlo di rivelare la verità. Il magnate riacquista improvvisamente le sue piene capacità mentali e spiega alla cittadinanza che Homer è innocente e che a sparargli è stata invece Maggie Simpson. Dopo la riunione era passato davanti alla macchina dei Simpson e aveva visto Maggie con un leccalecca nelle mani. Egli aveva cercato di strapparglielo, ma la pistola che aveva con sé era caduta nelle mani della piccola ed era partito un colpo. Lisa suggerisce che la W e la S sulla meridiana, inizialmente interpretate come un'accusa nei confronti di Smithers, andassero lette dal punto di vista che ne aveva Burns, trasformando la W in una M, ad indicare appunto Maggie. Tale ipotesi viene negata dallo stesso Burns, che afferma di non aver lasciato quell'indizio volontariamente. L'anziano milionario chiede che sia fatta giustizia, ma Winchester archivia il caso, sostenendo che si è trattato di un gesto accidentale compiuto da una bambina piccola e che nessuna corte giudiziaria l'accuserebbe per questo, a parte forse nel Texas. Prima dei titoli di coda, Maggie si guarda intorno sospettosa e batte il ciuccio in un modo che assomiglia a una pistola che spara, quasi a voler ironicamente suggerire che lo sparo non sia stato del tutto un incidente, accompagnato da un sottofondo musicale di tensione.

## Produzione

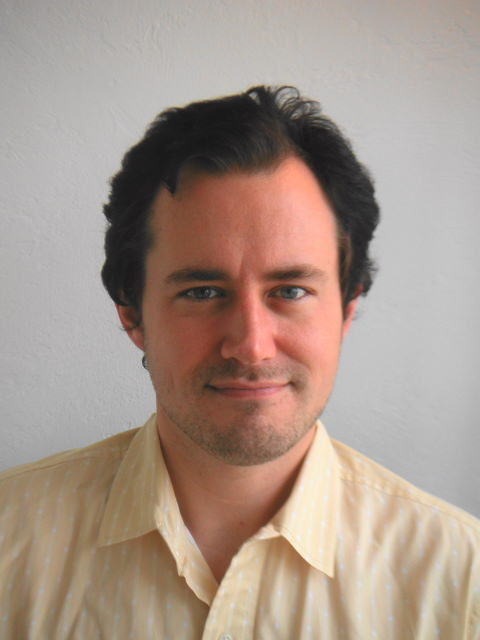
Bill Oakley, coautore dell'episodio

L'idea originale per l'episodio fu concepita da Matt Groening, che desiderava una storia in cui il personaggio di Burns fosse ferito da un'arma da fuoco. Il team di scrittori decise di fare un episodio in due parti, con un mistero che sarebbe stato utilizzato per creare un concorso.
Inizialmente, Oakley e Weinstein scelsero Barney Gumble come colpevole in quanto se il personaggio fosse andato in carcere avrebbe cambiato le dinamiche dello show. Mirkin suggerì Maggie perché la considerava una scelta più buffa e voleva che il colpevole fosse un membro della famiglia Simpson. Oakley e Weinstein erano titubanti sulla scelta di Maggie e fu deciso che l'episodio sarebbe terminato con Maggie che si guardava intorno, sospettosa, come a suggerire che l'evento non fosse stato del tutto accidentale.
I produttori tennero segreta l'identità del colpevole fino all'ultimo, tanto che l'unico animatore a saperla era David Silverman, mentre la lettura del copione da parte degli attori durante la pre-produzione si fermò al secondo atto. Nemmeno Wes Archer, regista della seconda parte, era a conoscenza del finale. Lui e Silverman lavorarono all'ultimo atto soltanto tre settimane prima della messa in onda, affidando piccoli frammenti di animazione ad artisti diversi.
Nell'episodio compaiono Tito Puente e la sua banda di latin jazz, con la canzone Señor Burns. Oakley e Weinstein inserirono l'apparizione di Puente in quanto Groening ne era un fan. Non conoscendo il musicista, i due pensarono che fosse un cantante e che fosse lui a interpretare il brano. Il testo fu allora cantato da un membro della band di Puente. La band ha poi contribuito arrangiando il tema dei titoli di coda della serie in versione latina.
La seconda parte fu inoltre velocizzata del 10% a causa della quantità di eventi che accadono al suo interno e questo rese la puntata molto più rapida e con un ritmo incalzante rispetto al resto degli episodi.

### Indizi nascosti
Nella prima parte dell'episodio furono inseriti un gran numero di indizi, individuabili soltanto con il fermo immagine. Gli scrittori fecero questo con l'idea di renderlo un vero giallo, risolvibile dagli osservatori più scaltri e attenti. Gli animatori dovettero rifare molte scene più e più volte in modo che gli indizi fossero quasi impercettibili.
- Durante l'episodio, Burns accenna al fatto che rubare il petrolio alla scuola sarebbe stato facile come rubare le caramelle a un bambino.[6]
- Quando Burns si accascia sulla meridiana, indica con le mani i punti cardinali, segnati sulla meridiana, ovest (West) e sud (South). Dal suo punto di vista la W diventa una M.[5]
- Le iniziali di luoghi o personaggi sospetti sono S e W o M. Per allargare il ventaglio dei sospettati, furono rivelati molti nomi o cognomi dei personaggi, fino ad allora rimasti sconosciuti.[5]
  - Il nome completo del direttore Skinner, che appare sulla targa nel suo ufficio, è W. Seymour Skinner.[5]
  - Nella versione originale, il signor Burns chiama il Piccolo aiutante di Babbo Natale Simpson Mutt (il bastardino Simpson).[5]
  - La licenza di vendita liquori di Boe rivela che il nome completo del barista è Moe Szyslak.[5]
  - La pistola di Abe Simpson è una Smith & Wesson.[12]
- Poco prima di entrare nell'ufficio di Burns per scrivere il suo nome sul muro, Homer prende dal cofano della macchina una bomboletta. Con la testa copre la scritta sulla strada "ONLY IN" che appare al contrario. La testa copre gran parte della scritta, lasciando fuori solo "NO", mentre accanto al personaggio compare una freccia, che indica la direzione, puntata su di lui.[13]
- Nella taverna di Boe viene trasmesso lo show Scusate le mie frecciate (Pardon My Zinger) su Comedy Central alle tre del pomeriggio.[5] Burns, inoltre, viene colpito alle tre del pomeriggio.[5]
- Per aumentare i sospetti, durante la riunione in municipio, molti cittadini vengono inquadrati con un'arma da fuoco tra le mani.[5]
- Dopo l'arrivo di Burns in municipio, quando quest'ultimo dice: "Tutti voi vi riempite la bocca, ma qui... chi ha il fegato di fermarmi?", tutti girano la testa da qualche altra parte; tranne Maggie.
- Poco prima che Burns collassi sulla meridiana, lo sventolio della sua giacca lascia intravedere la fondina, senza però la pistola al suo interno.[5]
- La maggior parte degli orologi che si vedono segnano le tre del pomeriggio o le nove di sera. Questo per suggerire la giusta direzione dalla quale guardare la meridiana.[5]

### Scene eliminate

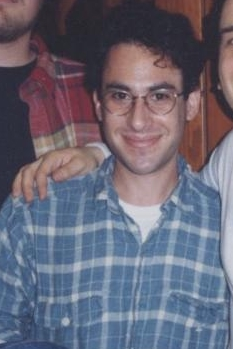
John Weinstein, coautore dell'episodio, nel 1994

In fase di montaggio furono eliminate soltanto due scene, fatto non inusuale nello show, le cui puntate vengono spesso private di svariate scene per motivi di tempo. Anche in questo caso i tagli furono dovuti alla lunghezza dell'episodio o alla ripetitività di una gag.
Nella prima parte, Homer, dopo aver ricevuto il biglietto di ringraziamenti di Burns, senza esservi menzionato, lancia una serie di imprecazioni. Nel frammento eliminato le imprecazioni vengono sentite fino alla casa di riposo. Homer, infatti, riceve una telefonata dal padre, che domanda se sia stato lui a imprecare. L'altra scena eliminata è presente nella seconda puntata. Poco dopo l'arresto, Homer, nel furgone della polizia, medita sull'accaduto: non ricorda di aver sparato, ma nemmeno esclude la cosa. Il suo cervello, nel frattempo, lo informa che lui e un altro paio di organi hanno intenzione di scagionarlo.
Quando la seconda parte fu replicata dalle emittenti locali, le scene in cui Winchester libera il Dr. Colossus credendolo il colpevole e quella in cui Shelbyville viene schiacciata dallo scudo sono state tagliate per accorciare la durata dell'episodio.

### Finali alternativi
(Wes Archer)
Per depistare lo staff che lavorava all'episodio e i giornali in cerca della notizia prima della messa in onda, lo showrunner David Mirkin scrisse «diversi finali davvero tremendi», in cui svariati personaggi secondari (Apu, Boe, Barney, Tito e il piccolo aiutante di Babbo Natale) sparavano a Burns. In seguito Mirkin tentò di farli trapelare a riviste come The Hollywood Reporter, Variety e Entertainment Weekly, ma nessuno volle pubblicarle in quanto ritenuto poco etico. Mirkin disse, in merito: «Sono stato sfortunato. Quella è stata l'unica settimana in cui Hollywood si sentiva buona».
Uno dei finali più elaborati prevedeva che il colpevole fosse proprio Smithers, che avrebbe colpito il suo capo poco prima di sparare a Jasper. Le lettere W e S sarebbero state indicate dalla vittima come indizio, in quanto iniziali di Waylon Smithers. In conclusione Burns si sarebbe limitato a ridurgli lo stipendio del 5%. Le clip e il lungo finale alternativo sono stati mostrati ne Il 138º episodio spettacolare.

## Promozione
La campagna promozionale per l'episodio, in particolare per la seconda parte, fu intensificata non solo per la particolarità dell'evento, ma anche perché la seconda puntata costituiva l'inizio della nuova stagione televisiva. Furono pubblicate svariate immagini e manifesti, mentre importanti riviste televisive, come TV Guide, dedicarono la loro copertina alla serie durante i mesi estivi, ritraenti Burns e i cittadini di Springfield. Infine, diversi spot televisivi furono mandati in onda, in abbinamento al concorso omonimo.

### Slogan
- «It's not only the season finale, it's the crime of the century!»

«Non è solo il finale di stagione, è il crimine del secolo!»
- «Who shot Mr. Burns? Find out on September 17th, only on FOX!»

«Chi ha sparato al signor Burns? Scopritelo il 17 settembre, solo su FOX!»

### The Simpsons Mystery Sweepstakes
Nell'estate del 1995 la Fox bandì un concorso, The Simpsons Mystery Sweepstakes, per indovinare il colpevole, attraverso un numero di telefono. Il premio per il vincitore era quello di essere animato all'interno di un futuro episodio.
Tuttavia, il regolamento prevedeva che venisse trovato un vincitore in un campione di mille chiamate: nessuna di queste mille persone aveva indovinato e il produttore dello show, Dave Mirkin, chiese di fare un altro campione di mille partecipanti, non previsto dal regolamento. Fu quindi dichiarato vincitore un partecipante estratto casualmente, che, di fatto, non aveva indovinato e al quale fu dato un premio in denaro, invece che animarlo all'interno dello show.
Ci fu però qualcuno che capì l'identità del colpevole. Soltanto un'ora dopo la messa in onda della prima parte, un giovane studente universitario riuscì a trovare la soluzione e la scrisse su uno dei primi gruppi di ascolto su internet, alt.simpson.com. Non potendo rivelare nulla, a causa delle norme del regolamento, Mirkin aspettò la fine del concorso per rintracciare il giovane e complimentarsi con lui, ma l'indirizzo internet dal quale lo studente aveva scritto non esisteva più. Il produttore tentò di contattarlo, in occasione della registrazione del commento audio all'episodio, ma non riuscì a rintracciarlo. Nel commento, si complimentò con il giovane per aver indovinato il colpevole e scherzò sul fatto che da quel momento si sarebbero palesati centinaia di fan che avrebbero affermato di essere quel ragazzo.

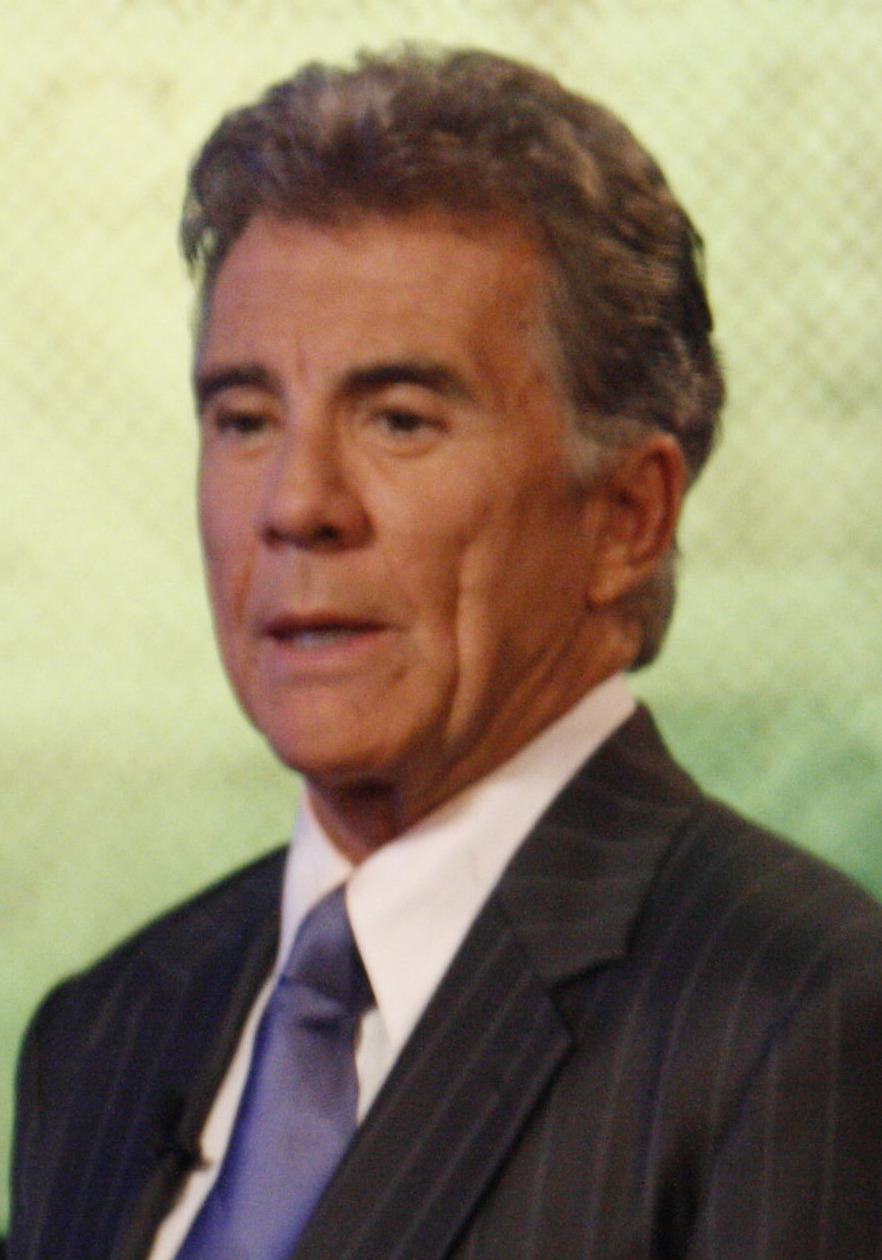
John Walsh, presentatore di America's Most Wanted, qui nel ruolo di conduttore della parodia Springfield's Most Wanted

Il sito internet dedicato alla gara, Springfield.com, ottenne cinquecentomila visite, in un periodo in cui internet non era ancora popolare e conosciuto da molti. Fu il primo concorso a unire elementi presi dalla televisione a Internet.

### Springfield's Most Wanted
Prima della messa in onda della seconda parte di Chi ha sparato al signor Burns? fu trasmesso lo speciale televisivo Springfield's Most Wanted, una parodia del programma America's Most Wanted, in cui si danno informazioni su criminali per aiutare le ricerche delle autorità, condotto da John Walsh. Presentato dallo stesso Walsh, lo speciale ricalcava la trasmissione, dando informazioni sui possibili colpevoli, identificando i sospettati e mostrando vari indizi. Furono chiamati in causa psicologi e avvocati (in realtà attori, come Dennis Franz, Courtney Thorne-Smith, Chris Elliott e Andrew Shue), che fecero ipotesi sul colpevole.
Diretto da Bill Brown e scritto da Jack Parmeter e Bob Bain, lo show fu criticato per essere una smaccata e lunga pubblicità per l'episodio, senza veri momenti divertenti, ma alternando clip della serie a commenti in studio.
Secondo il Nielsen Media Research, Springfield's Most Wanted ebbe una media di otto milioni di telespettatori e finì al cinquantesimo posto nella lista dei programmi più visti della settimana.

## Distribuzione
La prima puntata è stata trasmessa il 21 maggio 1995 negli Stati Uniti sul canale televisivo Fox come episodio finale della sesta stagione, mentre la seconda puntata, che costituisce il primo episodio della settima stagione, è andata in onda il 17 settembre 1995.
L'edizione italiana è stata trasmessa su Canale 5 rispettivamente il 23 marzo 1996 e il 30 marzo 1996.

### Edizioni home video

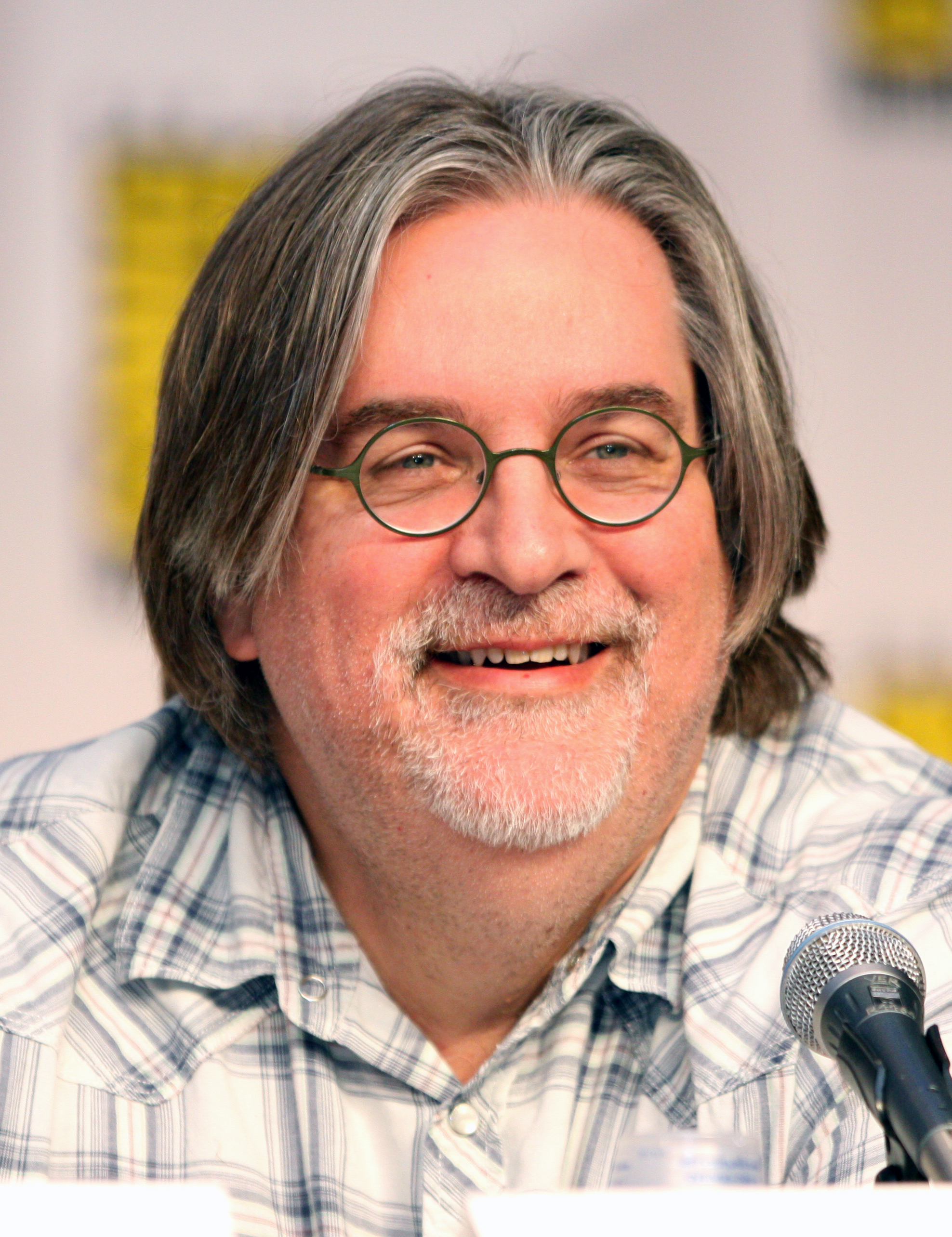
Matt Groening, creatore della serie e ideatore del soggetto, ha preso parte al commento audio di entrambe le parti

Chi ha sparato al signor Burns? è stato inserito nella raccolta VHS Springfield Murder Mysteries. Uscita il 29 settembre 1997, la videocassetta comprende anche gli episodi Il vedovo nero e Il promontorio della paura.
Le due puntate che costituiscono l'episodio fanno parte di due differenti stagioni, la sesta e la settima, e sono state inserite rispettivamente nel sesto e settimo cofanetto DVD de I Simpson. Contenuta nel quarto disco del cofanetto I Simpson - Sesta stagione, uscito negli Stati Uniti il 16 agosto 2005 e l'11 gennaio 2006 in Italia, la prima parte dell'episodio presenta un'introduzione di James L. Brooks e il commento audio da parte del produttore della serie David Mirkin, del regista Jeffrey Lynch, degli scrittori Bill Oakley e Josh Weinsteine del creatore della serie Matt Groening, oltre a scene eliminate, storyboard, bozzetti preliminari e lo speciale Springfield's Most Wanted. Contenuta nel primo disco del cofanetto I Simpson - Settima stagione, uscito negli Stati Uniti il 13 dicembre 2005 e l'12 aprile 2006 in Italia, la seconda parte dell'episodio presenta il commento audio da parte del produttore della serie David Mirkin, del regista Wes Archer, dell'animatore David Silverman, degli scrittori Bill Oakley e Josh Weinstein e del creatore della serie Matt Groening, oltre a scene eliminate, finali alternativi, storyboard, bozzetti preliminari e uno speciale dedicato alla realizzazione del segmento Homer³.
La raccolta Springfield Murder Mysteries è stata in seguito riedita in DVD nel 2006 e pubblicata anche in Italia con il titolo Omicidi misteriosi a Springfield. L'edizione non presenta differenze da quella in VHS.

## Accoglienza
Chi ha sparato al signor Burns? fu accolto positivamente dalla critica e dal pubblico, che premiò il tentativo degli autori di creare un vero e proprio mistero, considerato il punto di forza dell'episodio, così come la soluzione del giallo, che lasciò sorpresi gran parte degli spettatori.

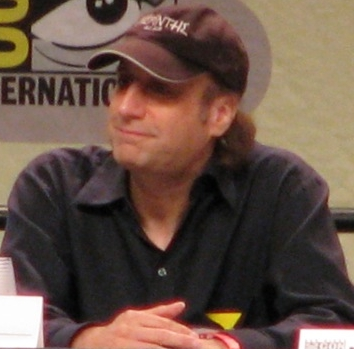
Dave Mirkin, alla Comi-Con di San Diego nel 2007

Il sito TV.com ha dato alle due parti un punteggio di 9.3 e 9.2, l'Internet Movie Database conferisce loro 9.0 e 9.2, mentre gli autori del libro I Can't Believe It's a Bigger and Better Updated Unofficial Simpsons Guide, definiscono la prima parte «Un superbo finale di stagione - e per di più c'è un genuino e reale mistero. Niente imbrogli, gli indizi ci sono tutti».
Poco dopo la sua messa in onda, TV Guide inserì Chi ha sparato al signor Burns? alla novantacinquesima posizione nella classifica dei cento momenti più memorabili nella storia della televisione. Nel 2003, Entertainment Weekly pubblicò una lista dei 25 migliori episodi della serie, posizionando Chi ha sparato al signor Burns? al venticinquesimo posto e definendolo il più grande momento pop della serie: «Il divertente omaggio in due parti a Dallas dimostra quanto ricco e auto-sufficiente sia diventato l'universo dei Simpson», mentre The Daily Telegraph lo inserì tra i dieci migliori episodi della serie.
Wizard inserì la prima parte al sesto posto nella lista dei venticinque miglior cliffhanger di sempre, criticando però la risoluzione del mistero: «Dopo mesi, il mistero fu rivelato e a sparare fu... la piccola Maggie! A volte è meglio crearsi i propri finali, ragazzi», mentre, nel 2008, Entertainment Weekly incluse Chi ha sparato al signor Burns? (prima parte) nella lista dei miglior finali di stagione di sempre.
La seconda parte, che, secondo il Nielsen Media Research, fu vista da più di dodici milioni di spettatori, ottenendo il maggior numero di telespettatori del canale nella settimana in cui fu mandato in onda, fu candidata ai Premi Emmy 1996 con la canzone Señor Burns. La canzone, composta da Alf Clausen e scritta da Bill Oakley & Josh Weinstein, ottenne una candidatura per Outstanding Individual Achievement in Music and Lyrics. Tito Puente raggiunse il diciannovesimo posto nella classifica delle venticinque migliori guest star, secondo il sito AOL e il ventiduesimo in quella di IGN.com. Lo stesso sito ha inoltre inserito l'episodio alla nona posizione nella lista delle dieci migliori puntate della serie.

## Citazioni e riferimenti

### Prima parte
- Il titolo dell'episodio e l'idea di base prende in giro l'arco narrativo dell'episodio Chi ha sparato a J.R.? della serie televisiva Dallas.
- La gag del divano è un omaggio ai cartoni di Hanna-Barbera.[6]
- All'inizio della puntata, la scena della spedizione del pacco è una parodia di una pubblicità della FedEx.[6]
- Nella sala d'aspetto del veterinario è appeso un quadro molto simile alla Composizione con blu e giallo di Piet Mondrian.
- Nel bar di Boe la televisione è sintonizzata su Comedy Central, che sta trasmettendo Mystery Science Theater 3000.[6]
- Burns afferma di possedere la società elettrica, quella dell'acqua potabile e un albergo a Parco della Vittoria, tutti luoghi presenti nel gioco da tavolo Monopoly. Nella versione originale, Parco della Vittoria è Baltic Avenue.[36]
- In una scena Burns canticchia la canzone The 59th Street Bridge Song (Feelin' Groovy) di Simon & Garfunkel,[6] mentre saltella sui lampioni alla maniera di Gene Kelly in Cantando sotto la pioggia.
- Alla fine della puntata il commissario Winchester crede che Burns indossi una maschera, sotto alla quale si nasconda uno dei cattivi di Scooby-Doo.
- La musica nei titoli di coda è una citazione dal tema Drummers' Salute di John Williams del film JFK - Un caso ancora aperto.[5]

### Seconda parte
- La sequenza d'apertura con il sogno di Smithers è un riferimento all'episodio Il passato ritorna della serie Dallas, in cui gli eventi di un'intera stagione vengono spiegati come frutto di un sogno di uno dei personaggi principali.[8] Il sogno stesso è una citazione da Superauto Mach 5 e The Mob Squad.[8]
- Il numero di stanza in cui è ricoverato Burns è 2F20, ovvero il numero di produzione dell'episodio stesso.
- La foto identificativa di Homer lo mostra con indosso una maglietta con su scritto Haig in '88, un riferimento alla corsa alla presidenza nel 1988 da parte di Alexander Haig.
- L'interrogatorio del giardiniere Willie è una parodia della famosa scena presente in Basic Instinct. Nella stessa scena Willie afferma di non poter premere alcun grilletto dopo essersi anchilosato i pollici giocando a Space Invaders.[8] Il gioco, nel doppiaggio italiano, è stato cambiato con Galaga.
- Lisa afferma che essendo Puente una celebrità, egli non potrebbe mai sparare a qualcuno. La frase è un riferimento a O. J. Simpson, sportivo e attore, che uccise l'ex-moglie e il suo compagno.
- Il manuale che legge Winchester è Ten Trite Tales (Racconti triti e ritriti nella versione italiana) di Agatha Christie, un riferimento a Dieci piccoli indiani (in originale Ten Little Indians).
- Il nightclub in cui si esibisce Tito Puente è il Chez Guevara, un gioco di parole con il nome di Che Guevara.
- La fuga di Homer è un omaggio a Il fuggitivo, del quale vengono riprese le inquadrature e la colonna sonora.[8]
- Il sogno del commissario Winchester ricalca le oniriche sequenze della serie televisiva I segreti di Twin Peaks, in cui Cooper parla con il Nano (l'ambientazione, le ombre dietro alle tende, il modo di parlare di Lisa).[7][8][9]
- Quando Telespalla Mel parla a Krusty di Smithers è un chiaro riferimento a Sherlock Holmes (la pipa e il modo di parlare di Mel).

### Citazioni e parodie dell'episodio
- Nell'episodio Il vecchio e Lisa, il signor Burns si presenta a casa dei Simpson e domanda a Homer se sua figlia sia in casa, intendendo parlare di Lisa; Homer invece gli indica Maggie e il signor Burns la chiama «La bambina che mi sparò».
- Nell'episodio La famiglia Cartridge, Marge non vuole che Homer tenga una pistola in casa, ricordandogli che Maggie sparò al signor Burns; Homer domanda se non fosse stato Smithers, a sparare. Lisa, come contrappunto, risponde che se fosse stato così «Sarebbe stato molto più logico».
- Ne Il giorno dello sciacallino Krusty si ritira dalle scene e con lui il suo programma. Marge osserva che è sempre meglio chiudere uno show prima che diventi stantio e ripetitivo. In quel momento Smithers entra in casa e urla: «Maggie ha sparato di nuovo al signor Burns».
- In Il nuovo distintivo di papà Homer viene salvato dalla mafia grazie all'anonimo intervento di Maggie, che spara ai sicari ferendoli e costringendoli alla ritirata. In seguito, quando la vede dormire, Homer afferma che la piccola «starà sognando di quella volta che ha sparato a Burns!».
- Nella puntata Vita da star, Homer ammette di essere stato lui a sparare a Burns e di aver dato la colpa a Maggie per evitare il carcere.
- Nell'episodio Burns, fusto innamorato, Homer, raccontando tutte le esperienze del signor Burns dice che "si è fatto sparare da un neonato".
- Nel videogioco del 1997 Virtual Springfield è possibile trovare il piano di Burns per oscurare il sole sotto forma di progetti sperimentali.
- Ne I Simpson l'hanno già fatto della serie televisiva South Park si fa riferimento a questo episodio, oltre a citarne molti altri (in particolare La vaschetta della genesi).